# Ghiacciaio Stapleton
Il ghiacciaio Stapleton (in inglese Stapleton Glacier) è un ghiacciaio lungo circa 11 km situato sulla costa di Eights, nella Terra di Ellsworth, in Antartide. Il ghiacciaio, il cui punto più alto si trova a circa 50 m s.l.m., fluisce verso est a partire dalla penisola di King, poco a nord del ghiacciaio Morelli.

## Storia
Il ghiacciaio Stapleton è stato così battezzato dal Comitato consultivo dei nomi antartici in onore di Jo Anne Stapleton, geografa dello United States Geological Survey (USGS), membro della squadra dello USGS che negli anni novanta ha realizzato le mappe dell'Antartide in scala 1:5.000.000 utilizzando lo strumento satellitare chiamato Advanced Very High Resolution Radiometer e le mappe in scala 1:250.000 della costa di Siple utilizzando le immagini scattate dal satellite Landsat.